# Boydell & Brewer
Boydell & Brewer est une presse universitaire basée à Woodbridge, Suffolk, en Angleterre, spécialisée dans l'édition d'ouvrages historiques et critiques. En plus de l'histoire britannique et générale, la société publie trois séries consacrées aux études, aux éditions et aux traductions de matériel lié à la   légende arthurienne. Il existe également des séries qui publient des études sur la littérature médiévale allemande et française, le théâtre espagnol, les premiers textes anglais, dans d'autres matières. Selon le sujet, ses livres sont attribués à l'une des nombreuses marques à Woodbridge, Cambridge (Royaume-Uni), ou Rochester, New York, où se trouve son principal bureau nord-américain. Les publications incluent Boydell & Brewer, D.S. Brewer, Camden House, la série hispanique Tamesis Books ("Tamesis" est la version espagnole de la Tamise, qui traverse Londres), l'Université de Rochester Press, James Currey et York Medieval Press.
L'entreprise a été cofondée par les historiens Richard Barber et Derek Brewer en 1978, fusionnant les deux sociétés Boydell Press et D.S. Brewer qu'ils avaient respectivement fondées,,,,,.
En plus des quatre principales marques et partenaires de la société, Camden House, University of Rochester Press, James Currey et Tamesis, Boydell & Brewer publie et distribue pour le Victoria County History, la Royal Historical Society, la London Record Society et le Scottish Text Society ainsi que pour plusieurs autres sociétés.